# Nompatelize
Nompatelize is een gemeente in het Franse departement Vosges (regio Grand Est) en telt 522 inwoners (1999). De plaats maakt deel uit van het arrondissement Saint-Dié-des-Vosges.

## Geografie
De oppervlakte van Nompatelize bedraagt 6,9 km², de bevolkingsdichtheid is 75,7 inwoners per km².
De onderstaande kaart toont de ligging van Nompatelize met de belangrijkste infrastructuur en aangrenzende gemeenten.

## Demografie
Onderstaande figuur toont het verloop van het inwonertal (bron: INSEE-tellingen).